# Loening XS2L
El Loening XS2L fue un hidrocanoa anfibio de exploración, desarrollado por la estadounidense Loening en los años 30 del siglo XX.

## Desarrollo
Este modelo, junto con el Great Lakes SG y el Sikorsky SS, fue un diseño de anfibio considerado como un posible sustituto de los aviones convencionales con flotadores que equipaban a los cruceros de la Armada estadounidense de la época. La Armada había experimentado anteriormente con la colocación de flotadores a aviones de observación ya existentes, pero la penalización que acarreaba el aumento de peso disminuía las prestaciones de forma inaceptable. Se pensó en un diseño ex profeso de un anfibio como posible solución al común problema de intercambiar los flotadores por un tren de aterrizaje de ruedas, y viceversa. Loening recibió un contrato en 1932 para producir un único prototipo, el XS2L-1.

## Diseño
Con una disposición de biplano convencional, parecía derivar características del OL-9 y del K-85 Air Yacht. La cabina, de apariencia bastante extraña, resultaba de instalar paneles acristalados alrededor de los soportes situados bajo el motor y la sección central del ala. El tren de aterrizaje era el modelo mejorado desarrollado por Grumman. Cuando el XS2L-1 llegó a Anacostia en febrero de 1933, el modelo presentado por Great Lakes ya había sido declarado como insatisfactorio. Aunque demostró poseer prestaciones marginalmente mejores en las pruebas de aceptación, el avión todavía estaba por debajo de modelos de flotadores basados en cruceros, como el Berliner Joyce OJ-2, por lo que no se ordenó su producción.

## Operadores
Estados Unidos
- Armada de los Estados Unidos

## Especificaciones
Referencia datos: American Flying Boats and Amphibious Aircraft: An Illustrated History

### Características generales
- Tripulación: Dos (piloto y observador)
- Longitud: 9,3 m (30,5 ft)
- Envergadura: 10,5 m (34,4 ft)
- Superficie alar: 33 m² (355,2 ft²)
- Peso vacío: 1285 kg (2832,1 lb)
- Peso cargado: 1838,4 kg (4051,8 lb)
- Peso máximo al despegue: 1958,2 kg (4315,9 lb)
- Planta motriz: 1× motor radial de 9 cilindros refrigerado por aire Pratt & Whitney R-985-28 Wasp Junior.
  - Potencia: 298 kW (411 HP; 406 CV)
- Hélices: Bipala metálica ajustable en tierra

### Rendimiento
- Velocidad nunca excedida (Vne): 209,2 km/h (130 MPH; 113 kt)
- Alcance: 1019 km (550 nmi; 633 mi)
- Techo de vuelo: 3780 m (12 400 ft)

### Armamento
- Ametralladoras: 

  - 1 de 7,62 mm flexible en posición del observador

## Aeronaves relacionadas

### Secuencias de designación
- Secuencia S_L (Aviones de exploración (Scout) de la Armada estadounidense, 1922-1946 (Loening,  1923-1933)): SL - S2L